# Laduškin
Laduškin in russo Ладушкин?, fino al 1945 in tedesco Ludwigsort, è una città della Russia, nell'oblast' di Kaliningrad.
È stato cambiato il nome nel 1945 in onore del soldato dell'Armata Rossa Ivan Laduškin (1922-1945).